# Semicytherura tela
Semicytherura tela is een mosselkreeftjessoort uit de familie van de Cytheruridae. De wetenschappelijke naam van de soort is voor het eerst geldig gepubliceerd in 1980 door Horne & Whittaker.